# Szabadkai Rádió
A Szabadkai Rádió (szerbhorvátul Radio Subotica) 2016-ig négy nyelven (magyarul, szerbül, horvátul és németül) sugárzó - volt közszolgálati - rádióadó Szerbiában (2015-ig  tulajdonosa Szabadka városa volt). Adását jelenleg is a 104,4 MHz-en közvetíti. Műsorstruktúráját - magánkézbe kerüléséig - saját gyártású hírműsorok, riportműsorok, hangjátékok, művelődési és irodalmi magazinok, valamint gyermek- és ifjúsági műsorok alkották.

## Története
A Szabadkai Rádió 1968. november 28-án reggel kezdte meg adását. A magyar műsorok alapító főszerkesztője Nagy József volt.
A szerb Köztársasági Műsorszórási Ügynökség a Szabadkai Rádió évtizedeken át használt körzeti hullámhosszát egy kereskedelmi rádiónak ítélte. 2007-ben, amikor elvették a Szabadkai Rádió frekvenciáját, a hallgatók aláírásgyűjtésbe kezdtek: öt nap alatt 20 ezer ember írta alá a tiltakozást.
A magyar szerkesztőség az Újvidéki Rádió 89,6 MHz-es kisebbségi frekvenciáin sugárzott tovább 2008. december 1-jétől, de nem napi 24 órás adást, hanem csupán reggel 6:00-tól 20:00 (vasárnap 24:00) óráig, péntekenként fél órát németül. Az interneten azonban 24 órás adás volt hallható, sőt 2009-től - másfél évtized után - ismét készültek hangjátékok. A belgrádi közvélemény-kutató intézetek felmérése alapján a leghallgatottabb vajdasági rádióvá vált.
2015-ben több körben eredménytelenül próbálták meg privatizálni. Végül 2015. november 1-jétől az egész napos magyar adás megszűnt, a 104,4 MHz-en pedig lecsökkent műsoridővel, 12–18 óra között volt hallható csak magyar szó – egyébként szerb és horvát nyelvű program szólt. A hosszúra nyúlt privatizációs folyamat végén, 2016. augusztus 31-én nyolc korábbi dolgozó tulajdonába kerültek a stúdió részvényei, amelyeket - eladásukat követően - egy magáncég szerzett meg, ezzel pedig véget ért a közszolgálati Szabadkai Rádió közel 48 éves története, átadva a helyet egy kereskedelmi rádiónak.

## Vezetők
- 2014-től 2016-ig: Ljubiša Stepanović mb. igazgató